# Lauren Jauregui
Lauren Michelle Jauregui (/ˈhaʊ.rɛɡi/ ; n. 27 iunie 1996, Miami, Florida, SUA) este o cântăreață americană, cel mai bine cunoscută ca și membră a grupului de fete Fifth Harmony.

## Biografie
Jauregui s-a născut pe 27 iunie,1996, în Miami, Florida, fiind fiica lui Michael Jauregui și Clara Morgado, amândoi fiind din Cuba. Tatăl ei este un director la o fabrică, și mama ei este o profesoară, care s-a mutat în Statele Unite atunci când Fidel Castro a venit la putere. Ea are doi frați mai mici. Jauregui a spus că ea își poate găsi descendenții familiei în Cuba și Spania.
Aceasta a urmat cursurile la colegiul Carrollton Școală a Inimilor Sacre, o școală de fete în Miami, unde a participat la activități extrașcolare, inclusiv echipa de softball și concursuri de talente. Încă din copilărie, influențele sale muzicale sunt Journey, Paramore, Alicia Keys, Christina Aguilera, și Lana Del Rey.

## Cariera

### X Factorși Fifth Harmony
În 2012, la vârsta de 16 ani, Jauregui a dat o audiție pentru cel de-al doilea sezon din versiunea Americană a The X Factor în Greensboro, Carolina de Nord , cu piesa "Dacă eu nu Te-am" de Alicia Keys. Auditia ei a fost descrisă ca fiind "perfectă" de Antonio Reid, care a considerat că Jauregui a avut o voce  "răgușită, echilibrată, matură" . În cea de-a doua rundă de bootcamp, a fost pus împotriva grup country Sora C cu piesa "Aceste Arme ale mele". După ce a eșuat în a deveni un artist solo, Jauregui a fost adusă înapoi alături de Ally Brooke, Normani, Dinah Jane, și Camila Cabello, care au fost puse împreună de Simon Cowell și au format un grup. Grupul, numit mai târziu Fifth Harmony, a terminat pe locul al treilea în concurs, lafel ca One Direction.
A cincea Armonie a lansat debutul lor EP, Mai Bine Împreună în 2013, primul lor album Reflecție în ianuarie 2015, iar al doilea album 7/27 în mai 2016.  Omonimul lor, al treilea album, și în primul ca un grup de patru, a Cincea Armonie, a fost lansat în august 2017. Primele lor două albume au generate singlelurile "Merită" și "Munca la Domiciliu", respectiv, care au ajuns în top 10 în mai multe topuri internaționale. Grupul a contribuit, de asemenea, la muzica pentru coloana sonoră a filmului animat Hotel Transylvania 2 cu melodia "Îndrăgostită cu un Monstru". Pe 19 martie 2018, grupul a anunțat o perioadă nedefinită de a se concentra pe proiecte solo.

## Turnee
- Hopeless Fountain Kingdom World Tour (2018)